# Oriol Romeu
Oriol Romeu Vidal (Ulldecona, 24 de setembro de 1991) é um futebolista espanhol que atua como volante. Atualmente joga pelo Barcelona.

## Carreira
Romeu chegou no Barcelona em 2004, vindo do Espanyol, e jogou pelas categorias de base até 2009 quando foi promovido ao Barcelona B.

### Chelsea
Em 22 de julho de 2011, o Chelsea chegou a um acordo com o Barcelona e Oriol se transferiu para a equipe de Londres que pagou cinco milhões de euros ao Barça, com este tendo opção de recontratar o jogador nos dois anos seguintes, em 2012 pagando dez milhões e em 2013 quinze milhões de euros.

### Retorno ao Barcelona
No dia 19 de julho de 2023, o Barcelona anunciou o retorno do jogador ao clube após 12 anos.

### Retorno ao Girona
Após sua primeira temporada nos blaugranas, o jogador reconheceu que não jogou bem no Barcelona, e anunciou o seu retorno ao Girona.

## Títulos
Barcelona
- Supercopa da Espanha: 2010
- La Liga: 2010–11

Chelsea
- Copa da Inglaterra: 2011–12
- Liga dos Campeões da UEFA: 2011–12